# 앤티가 바부다의 국기

앤티가 바부다의 국기 비율 2:3

해군기 비율 2:3

앤티가 바부다의 국기는 1967년 2월 27일에 제정되었다. 중앙에는 위쪽에서 아래쪽으로 검은색, 파란색(절반 정도의 너비), 하얀색 가로 줄무늬가 삼각형을 형성하고 있다. 왼쪽과 오른쪽에는 빨간색 부등변이 그려져 있다. 검은색 가로 줄무늬 안에는 반쯤 떠오른 상태에 있는 9개의 햇살을 가진 노란색 태양이 그려져 있다.
떠오르는 태양은 새로운 시대의 여명을, 검은색은 아프리카의 조상을, 노란색은 태양을, 파란색은 카리브해와 희망을, 하얀색은 모래를, 빨간색은 국민의 역량과 생명을 의미한다. 또한 3개의 삼각형이 V자를 형성하고 있는 모습은 승리, 국기에 묘사된 7개의 모서리는 앤티가 바부다를 구성하는 6개 구와 바부다섬을 나타낸다.

## ‎규격과 색상
앤티가 바부다의 국기 규격과 색상은 다음과 같다.

앤티가 바부다의 국기 규격

| 색상 | 빨강                | 검정            | 노랑                 | 파랑                | 하양                  |
| ---- | ------------------- | --------------- | -------------------- | ------------------- | --------------------- |
| RGB  | 206–17–38 (#CE1126) | 0–0–0 (#000000) | 252–209–22 (#FCD116) | 0–114–198 (#0072C6) | 255–255–255 (#FFFFFF) |

## 과거의 기

1956 ~ 1962년
1962 ~ 1967년